# Lophiidae

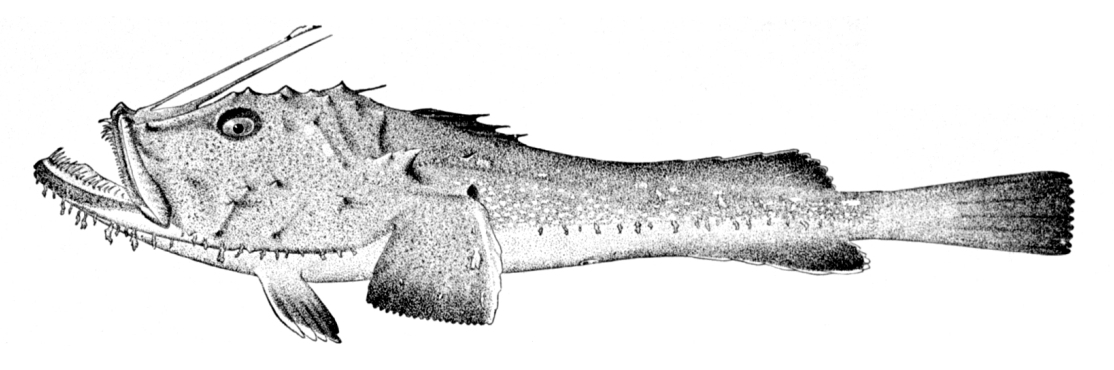
Lophius piscatorius.

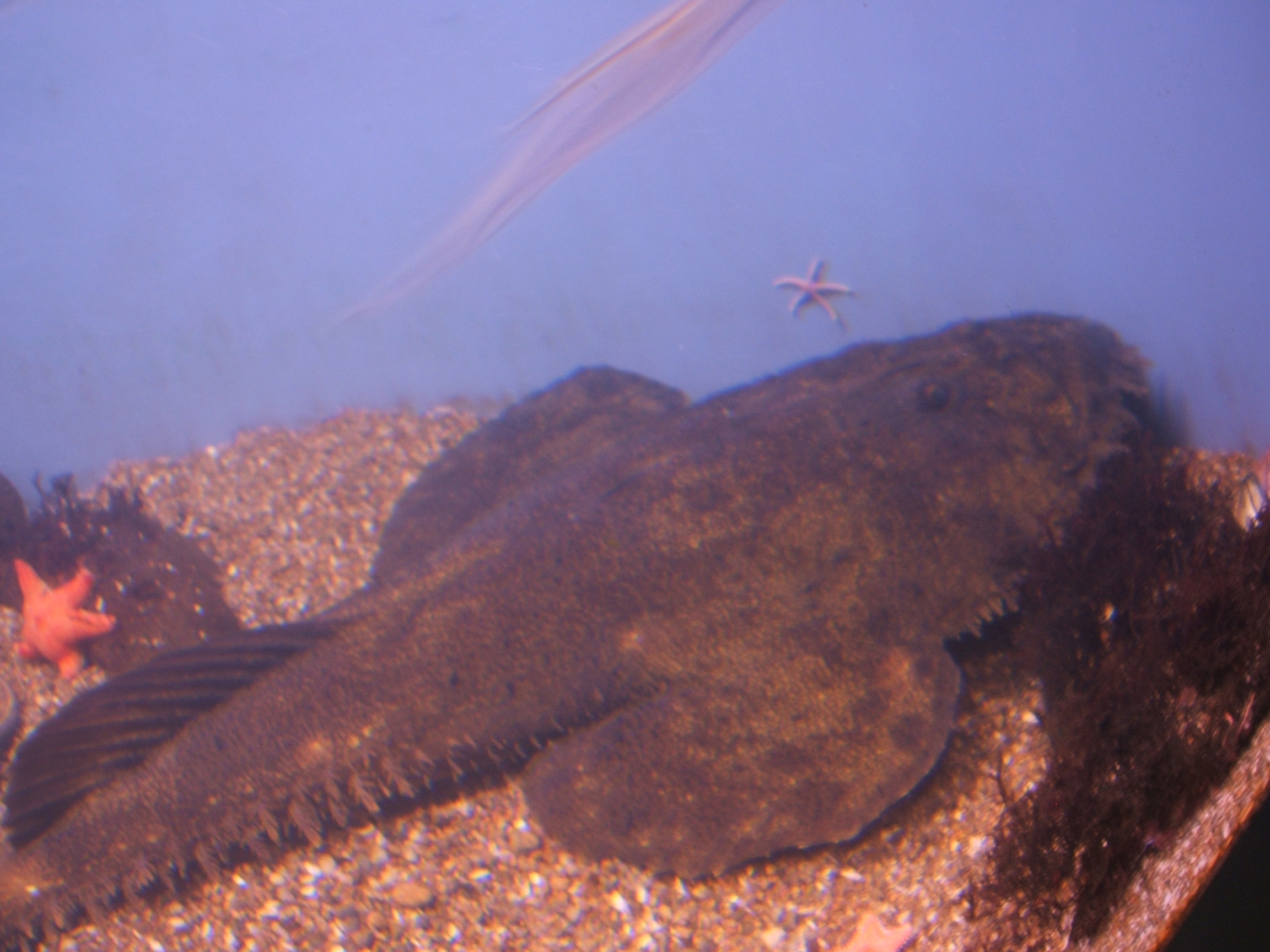
Lophius americanus (no New England Aquarium, Boston).

Lophiidae é uma família de peixes actinopterígeos pertencentes à ordem Lophiiformes, que inclui o tamboril, também conhecido como peixe-sapo ou peixe-pescador, devido à presença do ilício, um raio da barbatana dorsal modificado para funcionar como cana-de-pesca.

## Descrição
Os membros da família Lophiidae, conhecidos pelo nome comum de tamboril, são espécies bentónicas com distribuição natural nas águas profundas dos oceanos Ártico, Atlântico, Índico e Pacífico, onde vivem em fundos arenosos e lamacentos da plataforma continental e do talude continental, em regiões com profundidades de mais de 1000 m.
Como a maioria dos outros Lophiiformes, apresentam uma cabeça muito grande com uma boca muito alargada com dentes longos, afiados e recurvados para dentro. Também, como na maioria das espécies daquela ordem, apresentam o primeiro espinho da barbatana dorsal espinhoso e modificado para formar um aparelho de pesca (o ilício) que termina numa esca carnuda semelhante a um bolbo que constitui o isco.
O aparelho de pesca está localizado na ponta do focinho, logo acima da boca e é usado para atrair presas. Os tamboris também apresentam dois ou três outros espinhos salientes na barbatana dorsal, localizados posteriormente na cabeça, e uma barbatana dorsal separada espinhosa, com um a três espinhos localizados posteriormente no corpo, logo em frente à barbatana dorsal mole. Nos géneros mais primitivos (Sladenia e Lophiodes), a abertura branquial estende-se parcialmente na frente da base alongada da barbatana peitoral. Nos gêneros derivados (Lophiomus e Lophius), e todos os outros Lophiiformes, a abertura branquial não se estende na frente da base da nadadeira peitoral. Os maiores indivíduos podem exceder 1,5 m de comprimento.
Com exceção de Sladenia, estes peixes possuem um corpo achatado dorsiventralmente, cabeça arredondada, onde a boca ocupa toda a sua largura, com dentes não apenas nas maxilas, mas também em vários órgãos dentro da cavidade bucal.
Várias das grandes espécies do género Lophius, comumente conhecidas como tamboril, são importantes espécies pescadas comercialmente.. O fígado do tamboril, conhecido como ankimo, é considerado uma iguaria no Japão.

## Sistemática
Na sua presente circunscrição taxonómica são considerados válidos quatro géneros nesta família:
- Lophius, que inclui as espécies de maior tamanho e que suportam várias pescarias;
- Lophiodes;
- Lophiomus;
- Sladenia.

## Espécies fósseis
- Género Eosladenia
  - Eosladenia caucasica Bannikov, 2004
- Género Sharfia
  - Sharfia mirabilis Pietsch & Carnevale, 2011[6]